# Emma Hamilton (actriz)
Emma Hamilton es una actriz australiana, conocida por haber interpretado a Anne Stanhope en la serie The Tudors.

## Biografía
Se entrenó en el "Royal Academy of Dramatic Art, RADA".
Emma habla con fluidez japonés.

## Carrera
En el 2009 se unió al elenco recurrente de la tercera temporada de la popular serie The Tudors donde interpretó a Anne Stanhope, la esposa del duque de Somerset: Edward Seymour (Max Brown), hasta la cuarta temporada en el 2010.
En el 2012 apareció en la película The Cold Light of Day donde interpretó a Dara, la novia de Josh Shaw (Rafi Gavron).
En el 2015 apareció como invitada en un episodio de la segunda temporada de la serie The Musketeers donde interpretó a Eleanor Belgard, la media hermana del mosquetero Porthos (Howard Charles).
También apareció en la película para la televisión Mary: The Making of a Princess donde interpretó a la joven Mary Donaldson, la futura reina de Dinamarca.
En julio del mismo año se anunció que Emma se uniría al elenco de la cuarta temporada de la serie Mr Selfridge donde interpretará a una de las famosas hermanas Dolly.

## Filmografía

### Series de televisión
| Año             | Serie                    | Personaje            | Notas                                 |
| --------------- | ------------------------ | -------------------- | ------------------------------------- |
| 2017 - presente | Fearless                 | Laura Wild           | 5 episodios                           |
| 2016            | Hyde & Seek              | Det. Claire McKenzie | 8 episodios                           |
| 2016            | Mr Selfridge             | Rosie Dolly          | 6 episodios                           |
| 2015            | The Musketeers           | Eleanor Belgard      | episodio "The Prodigal Father"        |
| 2013            | Agatha Christie's Poirot | Sally Legge          | episodio "Dead Man's Folly"           |
| 2013            | Case Histories           | Hope McMaster        | episodio "Started Early, Took My Dog" |
| 2009 - 2010     | The Tudors               | Anne Stanhope        | 15 episodios                          |

### Películas
| Año  | Título                         | Personaje      | Notas                                                                                                   |
| ---- | ------------------------------ | -------------- | --- |
| 2015 | Mary: The Making of a Princess | Mary Donaldson | junto a Shane Briant, Nicholas Hope, Ryan O'Kane, James Lugton, Gary Clementson y Genevieve Volk        |
| 2015 | Last Cab to Darwin             | Julie          | junto a Jacki Weaver, John Howard, Mark Coles Smith, David Field y Michael Caton                        |
| 2012 | The Cold Light of Day          | Dara           | junto a Henry Cavill, Bruce Willis, Verónica Echegui, Sigourney Weaver, Joseph Mawle y Caroline Goodall |
| 2011 | Whole Lotta Sole               | Tracey Maguire | junto a Brendan Fraser, Colm Meaney, Martin McCann, Yaya DaCosta, David O'Hara y Michael Legge          |

### Teatro
| Año  | Título              | Personaje       | Director (a)   | Teatro                    | Notas                                                                       |
| ---- | ------------------- | --------------- | -------------- | ------------------------- | --------------------------------------------------------------------------- |
| 2013 | Richard II (play)   | Reina Isabella  | Gregory Doran  | Royal Shakespeare Company | junto a David Tennant, Oliver Ford Davies, Antony Byrne y Marty Cruickshank |
| 2012 | Hedda Gabler        | Hedda Gabler    | Laurie Sansom  | Royal & Derngate          | junto a Lex Shrapnel, Jack Hawkins, Matti Houghton y Jay Villiers           |
| 2011 | Racing Demon        | Frances Parnell | -              | Sheffield Crucible        | -                                                                           |
| 2010 | The Master Builder  | Kaja Fosli      | Travis Preston | Almeida Theatre           | junto a Gemma Arterton, Stephen Dillane, Patrick Godfrey y John Light       |
| 2008 | The Glass Menagerie | Laura Wingfield | Braham Murray  | Royal Exchange Theatre    | junto a Brenda Blethyn, Mark Arends y Andrew Langtree                       |
| 2007 | Northanger Abbey    | Isabella Thorpe | -              | Salisbury Playhouse       | -                                                                           |

## Premios y nominaciones
| Año  | Categoría               | Premio      | Película           | Resultado |
| ---- | ----------------------- | ----------- | ------------------ | --------- |
| 2016 | Best Supporting Actress | AACTA Award | Last Cab to Darwin | Nominada  |